# Elecciones generales de Suecia de 2010
Las elecciones al Riksdag de 2010 se celebraron el día 19 de septiembre.
Las elecciones se llevaron a cabo con normalidad y dieron la mayoría al bloque de izquierdas-verdes, el cual perdió unos cuantos escaños. Por otro lado, el Partido Moderado recibió 10 diputados más que en las elecciones anteriores, lo que uniendo apoyos con otros partidos consiguió que su líder, Fredrik Reinfeldt, fuese reelegido primer ministro. Otro éxito fue el obtenido por los Demócratas de Suecia, que consiguieron obtener una minoritaria representación.

## Sondeos
Tras las elecciones de septiembre de 2006, el gobierno redujo drásticamente las ayudas, entonces la coalición Roji-Verde tuvo una gran ventaja en la opinión pública. Además, llevó a la oposición una ventaja de 19,4 puntos porcentuales, de acuerdo a la encuesta realizada por el Sifo en febrero de 2008. Posteriormente, hubo un mayor apoyo a la Alianza. Durante el verano de 2009 se igualó la ventaja de ambos bloques hasta diciembre de 2009, cuando los roji-verdes perdieron bruscamente el apoyo mayoritario. Por último, y desde el comienzo del verano de 2010, la Alianza aumenta su ventaja en la opinión pública.
Por otro lado de los Demócratas de Suecia se esperaba que entrará en el Riksdag por primera vez, ya que los resultados electorales del partido habían superado el umbral del 4% necesario para ser representado desde junio de 2009. El Partido Verde también había aumentado considerablemente, en la mayoría de las encuestas después de las elecciones de 2006 pasó de ser el partido más pequeño hasta el tercero de mayor apoyo, superando al Partido de la Izquierda, los Demócratas Cristianos, e incluso a los liberales y el Partido del Centro.

## Precedentes
Las 310 circunscripciones permanentes de escaños que se obtuvieron en las anteriores elecciones parlamentarias se distribuyeron por los circuitos de la base de datos estadísticos sobre el número de votantes elegibles por parlamentario electoral, elaborado por la autoridad electoral sobre la base de la posición el 1 de marzo de 2010. Las decisiones basadas en las estadísticas se tomarían aproximadamente el 30 de abril por la autoridad electoral. El resultado tomado de los cambios de población desde 2006 hasta 2010 dio como resultado que las cuatro circunscripciones en las áreas metropolitanas de circunscripción del municipio de Estocolmo, condado de Estocolmo, Escania del Sur y el condado de Västra Götaland occidental aumentaron cada uno sus asientos del distrito electoral en comparación con 2006. Los condados de Värmland, Örebro, Västernorrland como distrito electoral más el condado y distrito electoral de Jämtland disminuyó en un escaño cada uno, en comparación con 2006.

### Campaña electoral
Se esperaba que los partidos de acuerdo con el comunicado en enero de 2010, apostaran por un total de 250 millones de coronas de presupuesto en la campaña electoral. De acuerdo con un comunicado, más tarde este presupuesto ascendió en un total de hasta 295 millones de coronas. El presupuesto electoral total fue de este modo de 62 millones más que en las elecciones de 2006, con un aumento del 30%.
A diferencia de muchos otros países, bajo la elección parlamentaria había una regulación de las finanzas de los partidos políticos. Por otra parte, los partidos no están obligados a dar cuenta de dónde venía el dinero. Las partes se caracterizan por una posición muy reservada acerca de los dones y cómo se utiliza el dinero.
Las elecciones parlamentarias de 2010 fueron las primeras elecciones en la que se permitió la publicidad televisiva sobre política.

### Carteles
| Partido                 | Eslogan principal              |
| ----------------------- | ------------------------------ |
| Demócratas de Suecia    | Asumimos la responsabilidad    |
| Partido Popular Liberal | El futuro empieza en las aulas |
| Demócratas Cristianos   | A por una Suecia más humana    |
| Partido Verde           | Modernizar Suecia              |
| Moderados               | Avanzar juntos                 |
| Socialdemócratas        | No podemos esperar             |
| Partido de la Izquierda | Pegaos                         |
| Partido del Centro      | El sueño de una oportunidad    |